# Attard
Attard ili Ħ'Attard je selo u središtu Malte. Zajedno s mjestima Balzan i Lija čini takozvana Tri sela. Ovo mjesto poznato je po cvjetnim vrtovima, parkovima, te hortikulturnom uređenju općenito.
Attard se nalazi na zapadu aglomerizacijskog područja Vallette, 2 km jugoistočno od Birkirkare i 4 km od starog glavnog grada Mdine. U mjestu se nalazi službena rezidencija predsjednika Malte, kao i američko, tuniško i kinesko veleposlanstvo, te novozelandski generalni konzulat i papinski nuncij.
Djevica Marija je zaštitnica Attarda, te je blagdan Velike Gospe posebno veliki praznik u ovom mjestu.

## Glavne ulice u gradu
- Pjazza tal-Knisja (Church's Square)
- Triq l-Imdina (Mdina Road)
- Triq iż-Żagħfran
- Triq in-Nutar Zarb (Notary Zarb Street)
- Triq il-Belt Valletta (Valletta Road)
- Triq il-Knisja (Church Street)
- Triq il-Kbira (Main Street)
- Triq il-Linja (Railway Track Street)
- Triq il-Mosta (Mosta Road)
- Triq Sant' Antnon (St Anthony Street)
- Triq Santa Katarina (St Catherine Street)
- Triq il-Pitkali (Pitkali Street)
- Triq Victor Vassallo (Victor Vassallo Street)
- Triq Ħal-Warda (Hal Warda Road)
- Triq Ħaż-Żebbuġ (Żebbuġ Road)

- Engleski nazivi u zagradama

## Vanjske poveznice
- Lokalno vijeće